# نورمال (إلينوي)
نورمال، إلينوي Normal, Illinois مدينة بمقاطعة ماكلين في ولاية إلينوي بالولايات المتحدة الأمريكية ،إحصاء تعداد السكان لعام 2000 بها بلغ 45,386، وبلغ في عام 2005 50,519 نسمة.
عرفت في الأصل ببلومينجتون الشمالية ،اندمجت مع ولاية إلينوي في فبراير سنة 1865 ،أخذ الاسم من جامعة نورمال الموجودة بولاية إلينوي،

## التركيبة السكانية
حدّد مكتب تعداد الولايات المتحدة بيانات التركيبة السكانية لنورمال في تعداد الولايات المتحدة. في ما يلي، التركيبة السكانية حسب تعدادي 2000 و2010.

### تعداد عام 2000
بلغ عدد سكان نورمال 45,386 نسمة بحسب تعداد عام 2000، وبلغ عدد الأسر 15,157 أسرة وعدد العائلات 8,187 عائلة مقيمة في البلدة. في حين سجلت الكثافة السكانية 953.1 نسمة لكل كيلومتر مربع (2,468.5/ميل2). وبلغ عدد الوحدات السكنية 15,683 وحدة بمتوسط كثافة قدره 329.3 لكل كيلومتر مربع (852.9/ميل2).
وتوزع التركيب العرقي للبلدة بنسبة 87.57% من البيض و7.71% من الأمريكيين الأفارقة و0.15% من الأمريكيين الأصليين و2.21% من الأمريكيين ذوي الأصول الآسيوية و0.04% من سكان جزر المحيط الهادئ و0.93% من الأعراق الأخرى و1.40% من عرقين مختلطين أو أكثر و2.56% من الهسبانيون أو اللاتينيون من أي عرق.
بلغ عدد الأسر 15,157 أسرة كانت نسبة 28.4% منها لديها أطفال تحت سن الثامنة عشر تعيش معهم، وبلغت نسبة الأزواج القاطنين مع بعضهم البعض 42.4% من أصل المجموع الكلي للأسر، ونسبة 9.3% من الأسر كان لديها معيلات من الإناث دون وجود شريك،  بينما كانت نسبة 2.3% من الأسر لديها معيلون من الذكور دون وجود شريكة وكانت نسبة 46% من غير العائلات. تألفت نسبة 26.6% من أصل جميع الأسر من عدة أفراد يعيشون في نفس المنزل ونسبة 6.2% كانت تتألف من شخص يعيش بمفرده يبلغ من العمر 65 عاماً أو أكثر. وبلغ متوسط حجم الأسرة المعيشية 2.43، أما متوسط حجم العائلات فبلغ 2.96.
بلغ العمر الوسطي للسكان 23.0 عاماً. وكانت نسبة 17.3% من القاطنين تحت سن الثامنة عشر، وكانت نسبة 21.2% بين الثامنة عشر والرابعة والعشرين عاماً، ونسبة 22.1% كانت واقعةً في الفئة العمرية ما بين الخامسة والعشرين والرابعة والأربعين عاماً، ونسبة 13.6% كانت ما بين الخامسة والأربعين والرابعة والستين، ونسبة 6.8% كانت ضمن فئة الخامسة والستين عاماً فما فوق. يوجد لكل 100 أنثى 93.3 ذكر، ويوجد لكل 100 أنثى في الثامنة عشر من عمرها فما فوق 90.5 ذكر.
بلغ متوسط دخل الأسرة في البلدة 51,830 دولارًا، أما متوسط دخل العائلة فبلغ 69,662 دولارًا. وكان متوسط دخل الذكور 46,482 دولارًا مقابل 31,266 دولارًا للإناث. وسجل دخل الفرد الخاص بالبلدة 24,276 دولارًا. وكانت نسبة 2.1% من العائلات ونسبة 9.9% من السكان تحت خط الفقر، وكان من هؤلاء نسبة 3.1% تحت سن الثامنة عشر ونسبة 3.9% في الخامسة والستين من العمر وما فوق.

### تعداد عام 2010
بلغ عدد سكان نورمال 52,497 نسمة بحسب تعداد عام 2010، وبلغ عدد الأسر 17,993 أسرة وعدد العائلات 9,576 عائلة مقيمة في البلدة. في حين سجلت الكثافة السكانية 1,102.4 نسمة لكل كيلومتر مربع (2,855.2/ميل2). وبلغ عدد الوحدات السكنية 18,816 وحدة بمتوسط كثافة قدره 395.1 لكل كيلومتر مربع (1,023.3/ميل2).
وتوزع التركيب العرقي للبلدة بنسبة 85.07% من البيض و8.11% من الأمريكيين الأفارقة و0.15% من الأمريكيين الأصليين و3.21% من الأمريكيين ذوي الأصول الآسيوية و0.04% من سكان جزر المحيط الهادئ و1.10% من الأعراق الأخرى و2.31% من عرقين مختلطين أو أكثر و4.06% من الهسبانيون أو اللاتينيون من أي عرق.
بلغ عدد الأسر 17,993 أسرة كانت نسبة 27.9% منها لديها أطفال تحت سن الثامنة عشر تعيش معهم، وبلغت نسبة الأزواج القاطنين مع بعضهم البعض 40.2% من أصل المجموع الكلي للأسر، ونسبة 9.7% من الأسر كان لديها معيلات من الإناث دون وجود شريك،  بينما كانت نسبة 3.4% من الأسر لديها معيلون من الذكور دون وجود شريكة وكانت نسبة 46.8% من غير العائلات. تألفت نسبة 27% من أصل جميع الأسر من عدة أفراد يعيشون في نفس المنزل ونسبة 6.5% كانت تتألف من شخص يعيش بمفرده يبلغ من العمر 65 عاماً أو أكثر. وبلغ متوسط حجم الأسرة المعيشية 2.45، أما متوسط حجم العائلات فبلغ 3.01.
بلغ العمر الوسطي للسكان 23.5 عاماً. وكانت نسبة 17.8% من القاطنين تحت سن الثامنة عشر، وكانت نسبة 35.7% بين الثامنة عشر والرابعة والعشرين عاماً، ونسبة 21.7% كانت واقعةً في الفئة العمرية ما بين الخامسة والعشرين والرابعة والأربعين عاماً، ونسبة 16.6% كانت ما بين الخامسة والأربعين والرابعة والستين، ونسبة 8.2% كانت ضمن فئة الخامسة والستين عاماً فما فوق. وتوزع التركيب الجنسي للسكان بنسبة 47.1% ذكور و52.9% إناث.

## توأمة
لنورمال (إلينوي) اتفاقيات توأمة مع:
- أساهيكاوا

## أعلام
- ديوك سلاتر
- فرانك ديلون
- أندرو باسيفيتش
- ريتشارد هوفي
- جيسي هبيز
- بوب كارني
- لورين وايزمان
- جيسي دبليو. فيل
- كليفورد إي. هورتون
- قاي إل. شو